# U-1017
| U-1017                     | U-1017 | U-1017 |
| -------------------------- | --- | --- |
|                            | | |
|                            | | |
| U-995, однотипний з U-1017 | | |
| Під прапором               | Третій Рейх | Третій Рейх |
| Спуск на воду              | 1 березня 1944 року | 1 березня 1944 року |
| Виведений зі складу флоту  | 13 квітня 1944 року | 13 квітня 1944 року |
| Сучасний статус            | 29 квітня 1945 року затоплений глибинними бомбами британського В-24 «Ліберейтора»                                                   | 29 квітня 1945 року затоплений глибинними бомбами британського В-24 «Ліберейтора»                                                   |
| Проєкт                     | | |
| Тип ПЧ                     | Торпедний ДПЧ | Торпедний ДПЧ |
| Розробник проєкту          | Blohm + Voss, Гамбург | Blohm + Voss, Гамбург |
| Основні характеристики     | | |
| Швидкість (надводна)       | 17,7 вузла | 17,7 вузла |
| Швидкість (підводна)       | 7,6 вузла | 7,6 вузла |
| Робоча глибина занурення   | 100 м | 100 м |
| Гранична глибина занурення | 250 м | 250 м |
| Автономність плавання      | 8500 миль (15 700 км) на швидкості 10 вузлів (18,6 км/год) (надводна) 80 миль (150 км) на швидкості 4 вузли (7,4 км/год) (підводна) | 8500 миль (15 700 км) на швидкості 10 вузлів (18,6 км/год) (надводна) 80 миль (150 км) на швидкості 4 вузли (7,4 км/год) (підводна) |
| Екіпаж                     | 46 осіб | 46 осіб |
| Розміри                    | | |
| Довжина найбільша (по КВЛ) | 67,1 м | 67,1 м |
| Ширина корпусу найб.       | 6,2 м | 6,2 м |
| Висота                     | 9,6 м | 9,6 м |
| Середня осадка (по КВЛ)    | 4,74 м | 4,74 м |
| Водотоннажність надводна   | 759 т | 759 т |
| Озброєння                  | | |
| Артилерія                  | 1 × 88-мм палубна гармата SK C/35                                                                                                   | 1 × 88-мм палубна гармата SK C/35                                                                                                   |
| Торпедно- мінне озброєння  | 4 носових і один кормовий ТА 14 торпед або 26 мін TMA                                                                               | 4 носових і один кормовий ТА 14 торпед або 26 мін TMA                                                                               |
| ППО                        | 1 × 37-мм зенітна гармата Flak M42 2 × 20-мм зенітні гармати FlaK 30                                                                | 1 × 37-мм зенітна гармата Flak M42 2 × 20-мм зенітні гармати FlaK 30                                                                |

U-1017 — німецький підводний човен типу VIIC/41, що входив до складу Військово-морських сил Третього Рейху за часів Другої світової війни. Закладений 19 квітня 1943 року на верфі Blohm + Voss у Гамбурзі. Спущений на воду 1 березня 1944 року, а 13 квітня 1944 року корабель увійшов до складу 31-ї навчальної флотилії ПЧ ВМС нацистської Німеччини.

## Історія служби
U-1017 належав до німецьких підводних човнів типу VIIC/41, однієї з модифікацій найчисленнішого типу субмарин Третього Рейху, яких випущено 703 одиниці. Службу розпочав у складі 31-ї навчальної та з 1 листопада 1944 року — після завершення підготовки — в 11-й бойовій флотилії ПЧ Крігсмаріне. З грудня 1944 до квітня 1945 року підводний човен здійснив два бойових походи в Атлантичний океан, під час яких потопив два кораблі.
29 квітня 1945 року під час проведення другого бойового походу U-1017 затоплений північно-західніше Ірландії глибинними бомбами британського патрульного протичовнового літака В-24 «Ліберейтор». Усі 34 члени екіпажу ПЧ загинули.

## Командири
- Капітан-лейтенант граф Віктор фон Ревентлов-Крімініль (13 квітня — 16 червня 1944)
- Оберлейтенант-цур-зее резерву Вернер Рікен (17 червня 1944 — 29 квітня 1945)

## Перелік потоплених U-1017 суден
| №                                                            | Дата           | Назва     | Тип                | Належність      | Водотоннажність (брт) | Вантаж                                                                                | Конвой        | Результат та координати                                             | Наслідки атаки для екіпажу     | Прим. |
| ------------------------------------------------------------ | -------------- | --------- | ------------------ | --------------- | --------------------- | ------------------------------------------------------------------------------------- | ------------- | ------------------------------------------------------------------- | ------------------------------ | ----- |
| Перший похід (28.12.1944—2.03.1945, 65 діб; Гортен—Тронгейм) |                |           |                    |                 |                       |                                                                                       |               |                                                                     |                                |       |
| 1                                                            | 6 лютого 1945  | Everleigh | суховантажне судно | Велика Британія | 5222                  | баласт                                                                                | Конвой TBC 60 | потоплено 50°30′ пн. ш. 1°48′ зх. д. / 50.500° пн. ш. 1.800° зх. д. | 56 (6 загинуло, 50 врятовані)  |       |
| 2                                                            | 11 лютого 1945 | Persier   | суховантажне судно | Велика Британія | 5382                  | 2400 тонн мила, 1400 тонн сухих яєць, 1000 тонн м'яса та 20 тонн генерального вантажу | Конвой BTC 65 | потоплено 50°14′ пн. ш. 4°20′ зх. д. / 50.233° пн. ш. 4.333° зх. д. | 63 (20 загинуло, 43 врятовані) |       |